# Strophiona nitens
Strophiona nitens är en skalbaggsart som först beskrevs av Forster 1771.  Strophiona nitens ingår i släktet Strophiona och familjen långhorningar. Inga underarter finns listade i Catalogue of Life.